# La dama i el rodamón (pel·lícula de 2019)
|  | Si cerqueu altres usos, vegeu La dama i el rodamón (pel·lícula de 1955). |

La dama i el rodamón (títol original en anglès: Lady and the Tramp) és una pel·lícula romàntica i d'aventures de 2019 dirigida per Charlie Bean a partir d'un guió d'Andrew Bujalski i Kari Granlund, i està produïda per Walt Disney Pictures. La pel·lícula és una adaptació en imatge real de la pel·lícula animada de 1955 del mateix nom produïda per Walt Disney, i que al seu torn està basada en una història del Cosmopolitan dita Happy Dan, The Cynical Dog (escrita per Ward Greene). S'estrenarà exclusivament el 12 de novembre de 2019 a Disney+, sent el primer remake d'imatge real de Disney que no arriba a les grans pantalles.
El film és protagonitzat per Tessa Thompson i Justin Theroux que fan les veus dels protagonistes i està dedicat a Chris Reccardi, un artista de guions il·lustrats que va faltar el 2 de maig de 2019 a causa d'un atac al cor.